# Neopsittacus
Neopsittacus é um género de papagaio da família Psittacidae.
Este género contém as seguintes espécies:
- Neopsittacus musschenbroekii
- Neopsittacus pullicauda, Lóris-de-bico-laranja

https://avibase.bsc-eoc.org/species.jsp?lang=PT&avibaseid=7A03D2D95AC50952